# Eritrichium kamelinii
Eritrichium kamelinii är en strävbladig växtart som beskrevs av S. V. Ovczinnikova. Eritrichium kamelinii ingår i släktet Eritrichium och familjen strävbladiga växter. Inga underarter finns listade i Catalogue of Life.